# Байнхорн, Элли
Элли Мария Фрида Роземайер-Байнхорн (нем. Elly Maria Frida Rosemeyer-Beinhorn; 30 мая 1907, Ганновер, Германия — 28 ноября 2007, Оттобрунн, Германия) — немецкая авиатриса. Жена Бернда Роземайера.

## Биография
Элли Байнхорн родилась 30 мая 1907 года в Ганновере. Она была единственным ребёнком в семье бизнесмена Генри Байнхорна и его жены Августы Бойто. Отец был владельцем магазина шляп в Ганновере. Детство девочки прошло в районе, который был населён представителями среднего класса. Посещала городскую школу для девочек, а впоследствии — лицей Шиллера, который она бросила не закончив.
Осенью 1928 года попала на лекцию немецкого авиатора Германна Коля, который в апреле того года, вместе с бароном Гюнтером фон Гюнефельдом, совершил перелет через Северную Атлантику (Европа—США). На следующий день Байнхорн пошла в ганноверский аэроклуб с просьбой зачислить её в штат студентов, однако президент аэроклуба отказал, не веря в успех женщин-авиатрис.
Элли после этого поехала на учёбу в Берлин. Она заплатила взнос размером в 2000 марок из собственных накоплений. Поселилась она в комнате в Шпандау. Летную подготовку проходила в аэропорте Берлин-Штаакен. Её инструктором был Отто Томсен, также преподавали Ханна Райч и Вернер фон Браун. За штурвал самолЁта Элли впервые села 2 ноября 1928 года. Её первый самостоятельный полет состоялся за несколько недель. 4 июня 1929 года она получила сертификат об окончании обучения.
Её страстью стали длительные перелёты. В 1931 году она вылетела в Португальскую Гвинею (Западную Африку), чтобы присоединиться к научной экспедиции. На обратном пути отказал двигатель, и Элли пошла на вынужденную посадку в Сахаре. С помощью кочевников-туарегов она присоединилась к каравану верблюдов в Тимбукту. Затем она вернулась на место аварии для ремонта самолёта. Французская власть прислала Байнхорн на помощь двухместный военный самолёт, который забрал её.
Следующий перелет лётчицы был в Австралию. Она стала второй женщиной-пилотом, после Эми Джонсон, добравшаяся до этого континента из Европы, пилотируя самолёт самостоятельно. Также Байнхорн писала статьи и продавала фотографии, сделанные во время путешествий.
29 сентября 1929 года была приглашена Auto Union в Брно на гран-при Чехословакии, где награждала победителя. Им стал Бернд Роземайер. Гонщик очень впечатлил её и 13 июля 1936 года состоялась свадьба. В ноябре 1937 года родился их сын Бернд-младший. Однако Бернд Роземайер через несколько недель погиб, пытаясь превзойти скоростное достижение Рудольфа Караччолы. В 1941 году вышла замуж второй раз за доктора Карла Виттмана и родила дочь Стефанию.
Последние годы жизни провела в Оттобрунне, вблизи Мюнхена. Её сын жил поблизости, сделав карьеру врача-ортопеда. Умерла Элли Байнхорн 28 ноября 2007 года в возрасте 100 лет.